# Xoxo (expresión)
XOXO (también utilizado XO) es la abreviación inglesa de Hugs and kisses (abrazos y besos) utilizado principalmente en Norte América para expresar afecto o amistad al final de un texto en internet, una carta, correo electrónico o mensaje de texto SMS. Aunque en el Reino Unido también se usa habitualmente la expresión “abrazos y besos” y las abreviaturas “X“ o “XX” para “besos”, no se suele utilizar XO o XOXO.
Según la mayoría de las fuentes, "O" significa abrazos representando los brazos de una persona, esta expresión se complementa con el signo de admiración "!" Para dar un énfasis de actitud, y "X" significa los besos, por el contrario se ha empleado la X, para referirse a besos al final de cartas escritas a mano desde hace décadas, por lo que también existe la teoría de que es una referencia fonética, ya que la X en inglés se pronuncia similar a "kiss" que se traduce como un beso y las O, representando la palabra "hugs" o abrazos en inglés. Esta expresión suele decirse pronunciándola como unas siglas, según su articulación en inglés, es decir: X (eks) O (ou) X (eks) O (ou).